# 南大阪地域大学コンソーシアム
南大阪地域大学コンソーシアム（みなみおおさかちいきだいがくコンソーシアム）とは南大阪地域に所在する大学によって構成されている共同体である。事務局は堺市北区長曽根町130-42さかい新事業創造センター1階に置いている。

## 概要
大和川以南の南大阪地域の大学・短大間が、それぞれの特性を活かしながら相互の連携を深め、地域社会や産業界と協力しあい、地域の発展に貢献することを目的に設立された。

## 沿革
- 2002年（平成14年）
  - 7月28日 - 任意団体「南大阪地域大学コンソーシアム」設立。
  - 12月6日 - 大阪府より特定非営利活動法人格を取得し、特定非営利活動法人「南大阪地域大学コンソーシアム」になる。

## 役員

### 理事長
- 本山貢（和歌山大学学長）

### 副理事長
- 中川恵（羽衣国際大学学長）

### 理事
- 浅尾広良（大阪大谷大学学長）
- 塚本邦彦（大阪芸術大学学長）
- 添田隆昭（高野山大学学長）
- 津田謹輔（帝塚山学院大学学長）
- 古薗勉（近畿大学生物理工学部長）
- 平岡龍人（清風明育社理事長）

### 監事
- 平岡憲人（清風情報工科学院校長）

## 団体会員
- 大阪大谷大学
- 大阪芸術大学
- 高野山大学
- 帝塚山学院大学
- 羽衣国際大学
- 和歌山大学
- 近畿大学生物理工学部
- 清風情報工科学院

## 単位互換
令和4年度は以下の大学・団体が参加している。
- 大阪大谷大学
- 大阪芸術大学
- 近畿大学生物理工学部
- 高野山大学
- 帝塚山学院大学
- 羽衣国際大学
- 和歌山大学
- 教育ネットワーク中国
- キャンパス・コンソーシアム函館
- ふじのくに地域・大学コンソーシアム